# Varmblod
 Ikke at forveksle med Ensvarm.
Varmblodsheste er en gruppe af heste, som inddeles i to kategorier: fuldblodsheste og halvblodede heste. Begreberne "varmblod" og "koldblod" har ikke noget at gøre med, om  hesten er ensvarm ("varmblodet") eller vekselvarm ("koldblodet"); Alle pattedyr er ensvarme. 
Varmblodshestene stammer fra varmere områder, hvilket kan ses ved hestenes udseende og pels. Varmblodsheste anses som mere "ædle" end koldblodsheste. De er mere nervøse end koldblodsheste og kan have et hidsigt temperament. De har en slankere kropsbygning og kortere og ikke fuldt så tæt pels som koldblodshestene. Endvidere har de stærke, slanke ben, synlige blodårer og en rank holdning. Varmblods rideheste bruges hovedsagelig til dressur- og springridning. 
De mest kendte fuldblodsheste er engelsk fuldblod og fuldblodsaraber. Engelsk fuldblod bruges for det meste til væddeløb, men er også dygtige spring- og rideheste. Engelsk fuldblod er anvendt til at forædle andre hesteracer gennem avl. Engelsk fuldblod regnes for at være verdens hurtigste hest på korte distancer, og arabisk fuldblods regnes for at være verdens hurtigste hest over længere distancer. Arabisk og engelsk fuldblod er stamfædre til de fleste hesteracer rundt omkring i verden. Tre arabiske fuldblodshingste er stamfædre for den engelske fuldblodshest.
De lidt mindre ædle varmblodsheste kaldes ofte halvblodheste. Halvblodheste bruges som regel som rideheste eller til at trække vogne. Politiheste er som regel halvblodheste. 